# Бад Диренберг
Бад Диренберг (њем. Bad Dürrenberg) град је у њемачкој савезној држави Саксонија-Анхалт. Једно је од 29 општинских средишта округа Зале. Према процјени из 2010. у граду је живјело 12.670 становника. Посједује регионалну шифру (AGS) 15088020, NUTS (DEE0B) и LOCODE (DE UBG) код.

## Географски и демографски подаци
Бад Диренберг се налази у савезној држави Саксонија-Анхалт у округу Зале. Град се налази на надморској висини од 104 метра. Површина општине износи 36,2 km². У самом граду је, према процјени из 2010. године, живјело 12.670 становника. Просјечна густина становништва износи 350 становника/km².

## Међународна сарадња
| Мјесто | Држава    | Врста сарадње | Од    |
| ------ | --------- | ------------- | ----- |
|        | Француска | партнерство   | 2003. |
|        | Пољска    | партнерство   | 1996. |
| Извор  |           |               |       |